# White Pass
White Pass är ett bergspass i Kanada.   Det ligger i provinsen British Columbia, i den västra delen av landet, 4 200 km väster om huvudstaden Ottawa. White Pass ligger 883 meter över havet.
Terrängen runt White Pass är bergig åt nordväst, men åt sydost är den kuperad. Trakten runt White Pass är nära nog obefolkad, med mindre än två invånare per kvadratkilometer.. Det finns inga samhällen i närheten. 
Trakten runt White Pass består i huvudsak av gräsmarker.